# Eberhard III. von Breuberg
Eberhard III. von Breuberg (* um 1285; † 19. April 1323) war Landvogt in der Wetterau.

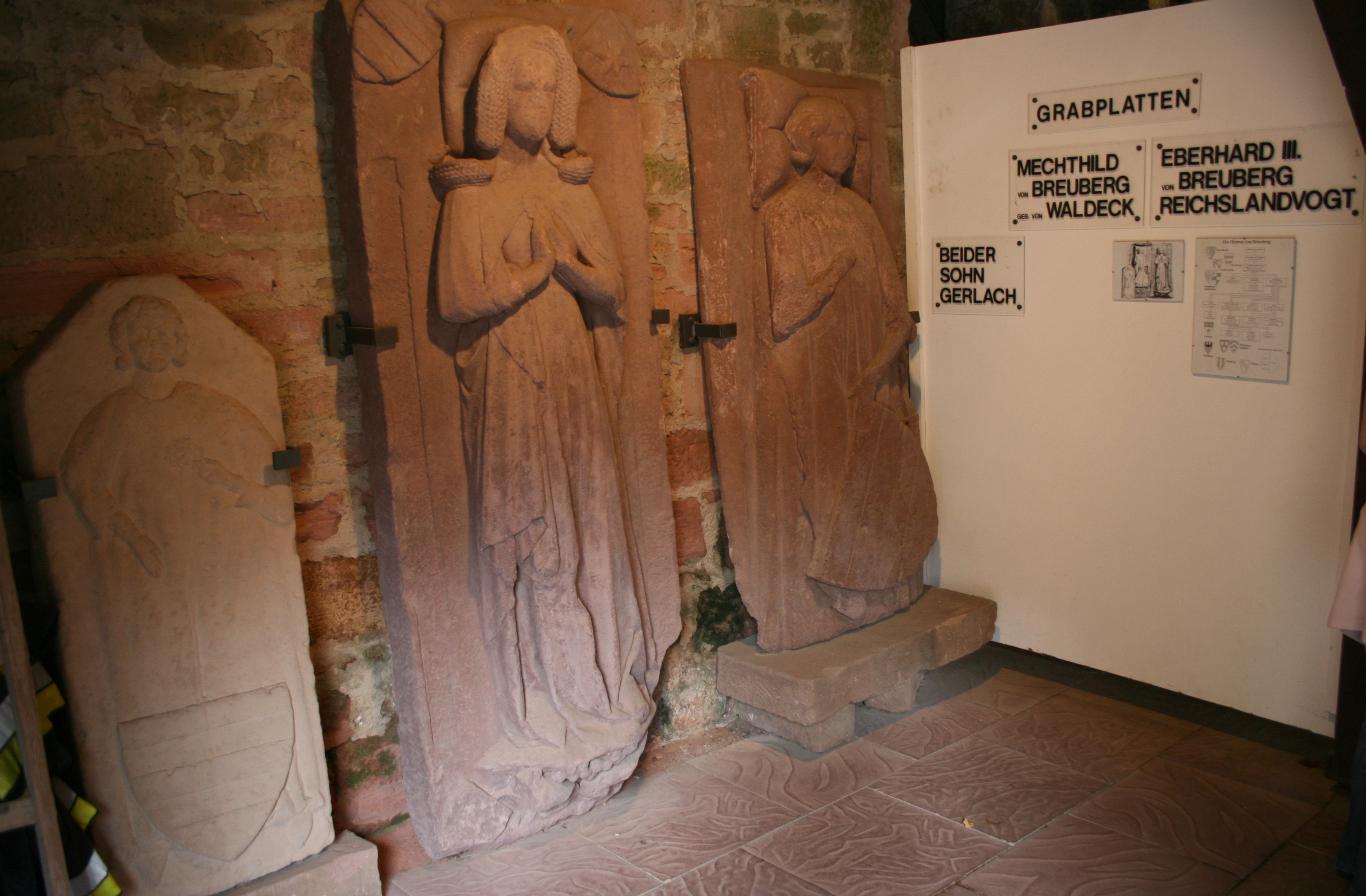
Grabplatten des Eberhard III. von Breuberg, seiner Frau Mechthild (geb. Waldeck) und deren Sohn Gerlach von Breuberg in der Burg Breuberg.

## Leben
Eberhard entstammte dem Odenwälder Adelsgeschlecht der Reiz von Breuberg und war Sohn des Landvogts Gerlach von Breuberg, den er im Jahre 1306 in dessen Besitz und Ämtern beerbte. Die Familie hatte neben der Herrschaft Breuberg im Odenwald 1239 durch Heirat einen zusätzlichen Besitz- und Interessenschwerpunkt im Raum Büdingen und der Wetterau erlangt, und Eberhard folgte drei Mitgliedern seines Hauses (Konrad II., Gerlach und Arrois) als Landvogt der Wetterau. Er hatte dieses Amt unter drei Königen bzw. Kaisern inne, zuerst unter Albrecht I., dann unter Heinrich VII. und schließlich unter Ludwig IV.
Eberhard von Breuberg gehörte zu den Fürsten und Adligen, die Ludwig IV. schon vor seiner Königswahl im Jahre 1314 an sich band und die ihm in der Folge treu dienten. Ludwig beauftragte ihn, die Stadt Frankfurt und ihre Privilegien zu schirmen, und bestätigte Eberhard im Jahre 1317 seine Belehnung mit dem Ort Gründau und dem Saalhof in Frankfurt am Main mit allen dazugehörigen Fischerei- und Schifffahrtsrechten.

## Familie
Eberhard war verheiratet mit Mechthild von Waldeck (* um 1287, † nach 1340), Tochter des Grafen Otto I. von Waldeck (* 1262, † 1305) und der Sophia von Hessen (* um 1264, † nach 1331), Tochter des Landgrafen Heinrich I. von Hessen. Im Jahre 1317 erlaubte ihm König Ludwig IV., seiner Frau Mechthild auf das Gericht Gründau und andere Reichslehen 1000 Mark als Witwenversorgung anzuweisen.
Der einzige Sohn des Paares, Gerlach, starb früh. Eberhards Töchter und Erbinnen waren Elisabeth, seit 1321 verheiratet mit Graf Rudolf IV. von Wertheim (1306–1355), und Lukardis (Lutgard) (* vor 1317; † nach 1365), seit 1328 verheiratet mit Gottfried V. von Eppstein. Schon 1324 bestätigte Fürstabt Heinrich VI. von Fulda die Übertragung der durch Eberhards Tod heimgefallenen fuldischen Lehen auf dessen Witwe Mechthild und ihre Töchter Elisabeth und Lukardis sowie den Grafen Rudolf von Wertheim als Gemahl der Elisabeth und ihre männlichen Nachkommen. Kaiser Ludwig IV. belehnte 1330 die beiden Erbinnen ebenfalls formell mit den Reichslehen ihres Vaters.